# The Raven (película de 2012)
The raven —titulada El enigma del cuervo en España, El cuervo en Hispanoamérica, y El cuervo: guía para un asesino sólo en México— es una película de suspenso estrenada el 27 de abril en Estados Unidos, el 18 de mayo en América Latina y el 29 de junio en España. Dirigida por James McTeigue, toma su título del poema de Edgar Allan Poe publicado en 1845 y se inspira en varios cuentos cortos del escritor estadounidense. Poe está protagonizado por John Cusack.

## Argumento

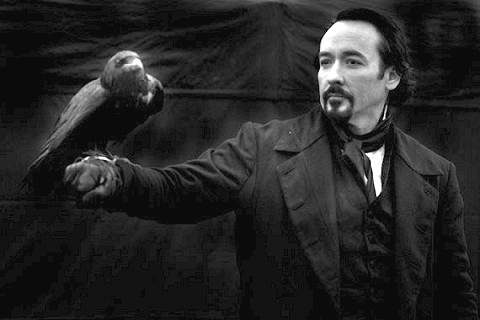
John Cusack como Edgar Allan Poe, autor del poema en el que se inspira la película.

Durante la última circunferencia de su vida Edgar Allan Poe (John Cusack) vive en Baltimore, Maryland, Estados Unidos, ciudad en la que fallecería por causas desconocidas el 7 de octubre de 1849 a los cuarenta años de edad. Una serie de macabros asesinatos asola dicha ciudad. El encargado de la investigación es el policía Emmett Fields (Luke Evans), quien no tarda en descubrir que el modus operandi del misterioso asesino consiste en imitar los puntos álgidos de los cuentos de terror de Poe. 
Fields y Poe unirán sus fuerzas con tal de averiguar la identidad del asesino y la misteriosa motivación que tiene para llevar a cabo sus crímenes.

## Reparto
- John Cusack como Edgar Allan Poe.
- Luke Evans como Inspector Emmett Fields.
- Alice Eve como Emily Hamilton.
- Brendan Gleeson como Coronel Hamilton.
- Kevin McNally como Henry Maddux.
- Oliver Jackson-Cohen como John Cantrell.
- Sam Hazeldine como Ivan Reynolds.

## Producción
Se empezó a rodar el 9 de noviembre de 2010. Se filmó íntegramente en las ciudades de Belgrado, Serbia y Budapest, Hungría. John Cusack como Edgar Allan Poe y Luke Evans como el detective Emmett Fields fueron los primeros actores unidos al proyecto, pero finalmente no participaron; Renner se unió al rodaje de Misión imposible: Protocolo fantasma. A Joaquin Phoenix y Naomi Rapace se les ofreció interpretar a Edgar Allan Poe y a Emily, pero declinaron la propuesta. La página web Ain't Cool News publicó (antes del estreno) una crítica muy negativa del film, escrita por alguien que lo había visto en un pase previo de prueba para público selecto, y que fue retirada por deseo expreso de los productores, por considerar que el comentario dañaba gravemente la reputación de la cinta ya antes de haberse estrenado. :0

A raíz de su participación en la película el actor John Cusack declaró, en referencia a su preparación para el personaje, que: "no dormí mucho, la verdad, me llené la cabeza con cosas de Poe y casi me convierto en un vampiro. Creo que era necesario para la película. Quería hacer una inmersión total en el personaje y sentir esas sensaciones a tope para entender mejor el materia". Asimismo el actor mencionó que es "el mejor papel que me han ofrecido en años, otros actores con más tirón comercial lo hubieran deseado, así que he tenido suerte".
Durante la entrevista también resaltó que "a veces te asaltan las dudas acerca de seguir en esto, sobre todo cuando no llega material interesante. Sí he pensado en hacer otras cosas". Sin embargo el intérprete añadió que "me encanta este mundo, contar historias y, sobre todo, crear. Un papel así me hace seguir adelante". Sobre su personaje, Edgar Allan Poe, mencionó "solo puedes aspirar a tratar de capturar parte de su esencia, buscar detalles y actitudes, recrear cosas que dijo o hizo. Por eso esta película es un sueño sobre Poe. Solo pretendí trazar parte de lo que fue".

## Recepción

### Respuesta crítica
Según la página de Internet Rotten Tomatoes obtuvo un 22% de comentarios positivos, llegando a la siguiente conclusión: "tiene un pobre guion, interpretada de una forma desigual y absurda en general. The Raven deshonra el legado de Edgar Allan Poe con un tonto asesinato que no da miedo". Leslie Felperin escribió para Variety que "The Raven es una tonta y chillona película que nunca levanta el vuelo". Emanuel Levy señaló que "inspirada en el poema de Edgar Allan Poe, esta película es decepcionante como aventura gótica, como thriller y especialmente como tributo al maestro del terror". Según la página de Internet Metacritic obtuvo críticas mixtas, con un 44%, basado en 30 comentarios de los cuales 4 son positivos.

### Taquilla
Estrenada en 2.203 cines estadounidenses debutó en séptima posición con 7 millones, con una media por sala de 3.309 dólares, por delante de Chimpanzee y por detrás de Safe. Recaudó en Estados Unidos 16 millones. Sumando las recaudaciones internacionales la cifra asciende a 22 millones. El presupuesto estimado invertido en la producción fue de 26 millones. En la siguiente tabla se muestran los diez primeros países donde consiguió las mayores cifras 
| País           | Recaudación (en USD) |
| -------------- | -------------------- |
| Estados Unidos | 16.008.272           |
| Italia         | 2.622.620            |
| España         | 1.317.173            |
| Brasil         | 1.260.033            |
| México         | 1.170.429            |
| Reino Unido    | 953.758              |
| Corea del Sur  | 570.632              |
| Argentina      | 510.630              |
| Hong Kong      | 319.222              |
| Grecia         | 283.357              |